# Сацума (Алабама)
Сацума (англ. Satsuma) — місто (англ. city) в США, в окрузі Мобіл штату Алабама. Населення — 6749 осіб (2020).

## Географія
Сацума розташована за координатами 30°51′28″ пн. ш. 88°3′48″ зх. д. / 30.85778° пн. ш. 88.06333° зх. д. (30.857874, -88.063383).  За даними Бюро перепису населення США в 2010 році місто мало площу 19,60 км², з яких 19,48 км² — суходіл та 0,12 км² — водойми.

## Демографія
Згідно з переписом 2010 року, у місті мешкало 6168 осіб у 2290 домогосподарствах у складі 1774 родин. Густота населення становила 315 осіб/км².  Було 2416 помешкань (123/км²).
Расовий склад населення:
| - 88,7 % — білих - 7,9 % — чорних або афроамериканців - 1,2 % — корінних американців - 0,6 % — азіатів |

До двох чи більше рас належало 1,1 %. Частка іспаномовних становила 1,1 % від усіх жителів.
За віковим діапазоном населення розподілялося таким чином: 23,8 % — особи молодші 18 років, 61,3 % — особи у віці 18—64 років, 14,9 % — особи у віці 65 років та старші. Медіана віку мешканця становила 40,7 року. На 100 осіб жіночої статі у місті припадало 93,2 чоловіків;  на 100 жінок у віці від 18 років та старших — 92,7 чоловіків також старших 18 років.
Середній дохід на одне домашнє господарство  становив 73 574 долари США (медіана — 59 311), а середній дохід на одну сім'ю — 83 466 доларів (медіана — 75 964). Медіана доходів становила 57 250 доларів для чоловіків та 39 575 доларів для жінок. За межею бідності перебувало 10,3 % осіб, у тому числі 11,3 % дітей у віці до 18 років та 7,4 % осіб у віці 65 років та старших.
Цивільне працевлаштоване населення становило 2820 осіб. Основні галузі зайнятості: виробництво — 24,1 %, освіта, охорона здоров'я та соціальна допомога — 19,5 %, роздрібна торгівля — 9,5 %, будівництво — 9,3 %.